# Gyoerffyella entomobryoides
Gyoerffyella entomobryoides är en svampart som först beskrevs av Boerema & Arx, och fick sitt nu gällande namn av Marvanová 1967. Gyoerffyella entomobryoides ingår i släktet Gyoerffyella, divisionen sporsäcksvampar och riket svampar.   Inga underarter finns listade i Catalogue of Life.